# Врбово (Владичин Хан)
Врбово је насеље у Србији у општини Владичин Хан у Пчињском округу. Према попису из 2022. било је 233 становника (према попису из 2011. било је 305 становника).

## Занимљивости
У селу Врбово је рођен познати српски певач народне музике Станиша Стошић.

## Демографија
У насељу Врбово живи 276 пунолетних становника, а просечна старост становништва износи 39,1 година (37,8 код мушкараца и 40,5 код жена). У насељу има 114 домаћинстава, а просечан број чланова по домаћинству је 3,13.
Ово насеље је великим делом насељено Србима (према попису из 2002. године), а у последња три пописа, примећен је пад у броју становника.
|  |

| Демографија | Демографија | Демографија |
| Година      | Становника  | Становника  |
| ----------- | ----------- | ----------- |
| 1948.       | 632         |             |
| 1953.       | 603         |             |
| 1961.       | 501         |             |
| 1971.       | 397         |             |
| 1981.       | 405         |             |
| 1991.       | 373         | 363         |
| 2002.       | 357         | 370         |
| 2011.       | 305         |             |
| 2022.       | 233         |             |

| Етнички састав према попису из 2002.‍ | Етнички састав према попису из 2002.‍ | Етнички састав према попису из 2002.‍ | Етнички састав према попису из 2002.‍ | Етнички састав према попису из 2002.‍ |
| ------------------------------------ | ------------------------------------ | ------------------------------------ | ------------------------------------ | ------------------------------------ |
|                                      |                                      |                                      |                                      |                                      |
| Срби                                 | Срби                                 |                                      | 355                                  | 99,43%                               |
| Словенци                             | Словенци                             |                                      | 1                                    | 0,28%                                |
| Југословени                          | Југословени                          |                                      | 1                                    | 0,28%                                |
| непознато                            | непознато                            |                                      | 0                                    | 0,0%                                 |

| Година пописа     | 1948. | 1953. | 1961. | 1971. | 1981. | 1991. | 2002. |
| ----------------- | ----- | ----- | ----- | ----- | ----- | ----- | ----- |
| Број домаћинстава | 112   | 114   | 129   | 112   | 121   | 115   | 114   |

| Број чланова      | 1  | 2  | 3  | 4  | 5 | 6 | 7 | 8 | 9 | 10 и више | Просек |
| ----------------- | -- | -- | -- | -- | - | - | - | - | - | --------- | ------ |
| Број домаћинстава | 22 | 28 | 16 | 30 | 7 | 7 | 1 | 1 | 1 | 1         | 3,13   |

| Пол    | Укупно | Неожењен/Неудата | Ожењен/Удата | Удовац/Удовица | Разведен/Разведена | Непознато |
| ------ | ------ | ---------------- | ------------ | -------------- | ------------------ | --------- |
| Мушки  | 151    | 37               | 107          | 6              | 1                  | 0         |
| Женски | 141    | 17               | 103          | 21             | 0                  | 0         |
| УКУПНО | 292    | 54               | 210          | 27             | 1                  | 0         |

| Пол    | Укупно                    | Пољопривреда, лов и шумарство | Рибарство                            | Вађење руде и камена | Прерађивачка индустрија       |
| ------ | ------------------------- | ----------------------------- | ------------------------------------ | -------------------- | ----------------------------- |
| Мушки  | 75                        | 12                            | 0                                    | 1                    | 36                            |
| Женски | 33                        | 4                             | 0                                    | 0                    | 19                            |
| УКУПНО | 108                       | 16                            | 0                                    | 1                    | 55                            |
| Пол    | Производња и снабдевање   | Грађевинарство                | Трговина                             | Хотели и ресторани   | Саобраћај, складиштење и везе |
| Мушки  | 0                         | 4                             | 8                                    | 0                    | 8                             |
| Женски | 0                         | 2                             | 4                                    | 0                    | 1                             |
| УКУПНО | 0                         | 6                             | 12                                   | 0                    | 9                             |
| Пол    | Финансијско посредовање   | Некретнине                    | Државна управа и одбрана             | Образовање           | Здравствени и социјални рад   |
| Мушки  | 0                         | 0                             | 2                                    | 1                    | 0                             |
| Женски | 0                         | 0                             | 0                                    | 0                    | 1                             |
| УКУПНО | 0                         | 0                             | 2                                    | 1                    | 1                             |
| Пол    | Остале услужне активности | Приватна домаћинства          | Екстериторијалне организације и тела | Непознато            | Непознато                     |
| Мушки  | 0                         | 0                             | 0                                    | 3                    | 3                             |
| Женски | 0                         | 0                             | 0                                    | 2                    | 2                             |
| УКУПНО | 0                         | 0                             | 0                                    | 5                    | 5                             |